# أنا كوراكاكي
أنّا كوراكاكي (باليونانية: Άννα Κορακάκη)‏، مواليد 8 نيسان (أبريل) 1996 في ذراما في اليونان، لاعبة رماية يونانية. مثّلت اليونان في الألعاب الأولمبية الصيفية 2016 وعمرها 20 عاماُ وفازت بالميدالية الذهبية في سباق «رماية مسدس 25 متر للسيدات» وميدالية برونزية في سباق «رماية مسدس هواء 10 أمتار للسيدات» وهي أول مشاركة أولمبية لها، وهي أول رياضي يوناني يحصل على ميداليتين أولمبيتين في نفس المسابقة منذ عام 1912.

## روابط خارجية
- أنا كوراكاكي على موقع الاتحاد الدولي (الإنجليزية)
- أنا كوراكاكي على موقع اللجنة الأولمبية الدولية (الإنجليزية)
- أنا كوراكاكي على موقع أوليمبيديا (الإنجليزية)